# Dido abandonada (Auletta)
Dido abandonada (título original en italiano, Didone abbandonata) es una ópera en tres actos del compositor italiano Pietro Antonio Auletta (Sant'Angelo a Scala, c1698 – Nápoles, septiembre 1771) con libreto en italiano de Pietro Metastasio, cuyo estreno tuvo lugar en el Teatro di via della Pergola (Florencia), en otoño de 1759.

## Antecedentes
El libreto de Didone abandonata fue escrito por Metastasio para que fuera utilizado por el compositor italiano Domenico Natale Sarro para crear una ópera homónima en tres actos, cuyo estreno tuvo lugar en el Teatro San Bartolomé de Nápoles, el 1 de febrero de 1724. Posteriormente, junto con Sarro, fueron más de 70 los compositores los que crearon óperas sobre el mismo libreto, entre ellos el mismo Auletta, Händel, Hasse, Paisiello o Päer, siendo el último Carl Gottlieb Reissiger cuya obra de Dido se estrenó en Dresde justo 100 años después, en 1824.

## Libreto
Las fuentes a las que acudió el autor Pietro Metastasio para escribir el libreto fueron La Eneida y Los Fastos de los poetas romanos Virgilio y Ovidio respectivamente. El libreto es el segundo de la producción de Metastasio, comprendido entre Siface, re di Numidia (1723) y Siroe, re di Persia (1726). 

## Personajes
| Dido, reina de Cartago y amante de Eneas                           | Eneas            | Selena, hermana de Dido y amante oculta de Eneas | Jarbas, rey moro bajo el nombre de Arbace | Araspe, confidente de Jarbas | Osmida, confidente de Dido |
| ------------------------------------------------------------------ | ---------------- | ------------------------------------------------ | ----------------------------------------- | ---------------------------- | -------------------------- |
| Caterina Galli, virtuosa de la compañía S. A. S. il Duca di Modena | Domenico Luciani | Cecilia Corsani                                  | Salvatore Pazzaglia                       | Ambrogio Grandati            | Lisabetta Falugi.          |

Director musical: Giuseppe Brunetti Maestro de la Capilla Napolitana. También es el compositor del Aria *

## Baile y coreografía
Coreografía: Gio. Batista Galantini.
Bailarines:
- Primo ballerino serio: Francesco Salomoni.
- Prima ballerina seria: Costanza Tinti, bailarina de la compañía S. A. R. il Duca di Palma.
- Bailarines secundarios: Paolo Gavazzi, Antonio Porri, Anna Pacini, Geltrude Radicati. Lisabetta Radicati y  Gio. Batista Galantini.

## Figurantes
Al final del Acto Primero aparecen Vettorio Perini, Marco Tortoli, Niccola Nastri y Francesco Pacini representando el Triunfo de la Primavera, considerada la más importante de todas las estaciones. 
También participan al final del Acto Segundo, en la escena de "cacería" dedicada a Diana.
- Escenografía a cargo de Domenico Stagi, pintor florentino.
- Arreglos: Gaetano Dell' Agata.
- Vestuario : Giuseppe Compsteff.

## Argumento
La acción se desarrolla en Cartago.
Dido, viuda de Siqueo, tras serle asesinado el marido por su hermano Pigmalión, rey de Tiro, huyó con inmensas riquezas a África donde, comprando suficiente territorio, fundó Cartago.
Fue allí solicitada como esposa por muchos, particularmente por Jarbas, rey de los moros, rehusando siempre, pues decía querer guardar fidelidad a las cenizas del extinto cónyuge.
Mientras tanto, el troyano Eneas, habiendo sido destruida su patria por los griegos, cuando se dirigía a Italia fue arrastrado por una tempestad hasta las orillas de África, siendo allí recogido y cuidado por Dido, la cual se enamoró perdidamente de él; pero mientras este se complacía y se demoraba en Cartago por el cariño de la misma, los dioses le ordenaron que abandonara aquel cielo y que continuara su camino hacia Italia donde le prometieron que habría de resurgir una nueva Troya. Él partió, y Dido, desesperadamente, después de haber intentado en vano retenerlo, se suicidó.
Todo esto lo cuenta Virgilio, uniendo el tiempo de la fundación de Cartago a los errores de Eneas, en un bello anacronismo.
Ovidio, en el tercer libro de sus Fastos, recoge que Jarbas se apoderó de Cartago tras la muerte de Dido, y que Ana, hermana de la misma, a la que llamaremos Selene, estaba ocultamente enamorada de Eneas.
Por comodidad de la representación se finge que Jarbas, atraído por ver a Dido, se introduce en Cartago como embajador de sí mismo, bajo el nombre de Arbace.

## Influencia
Metastasio tuvo gran influencia sobre los compositores de ópera desde principios del siglo XVIII a comienzos del siglo XIX. Los teatros de más renombre representaron en este período obras del ilustre italiano, y los compositores musicalizaron los libretos que el público esperaba ansioso. Didone abbandonata fue utilizada por más de 70 compositores para componer otras tantas óperas de las que casi ninguna de ellas ha sobrevivido al paso del tiempo.